# Nelloptodes gretae
Nelloptodes gretae é uma espécie de besouro da família Ptiliidae. Foi descrito em outubro de 2019 e recebeu o nome da ativista ambiental Greta Thunberg. Suas longas antenas têm uma semelhança passageira com suas tranças.

## Descrição
O besouro é amarelo pálido e dourado e mede 0,79 milímetros de comprimento. Não tem olhos ou asas e é distinguível por uma pequena cova encontrada no meio do local onde teria os olhos. Geralmente encontrados em serapilheira e no solo, eles se alimentam de hifas e esporos de fungos.

## Distribuição
A nova espécie descrita foi descrita a partir de material originalmente coletado no Quênia entre 1964 e 1965 pelo entomologista William C. Brock, que coletou amostras de solo do leste da África que foram armazenadas nas coleções do Museu. Esta espécie é uma das nove do gênero Nelloptodes recém-erigido a partir dessas amostras.